# Obrněný vlak

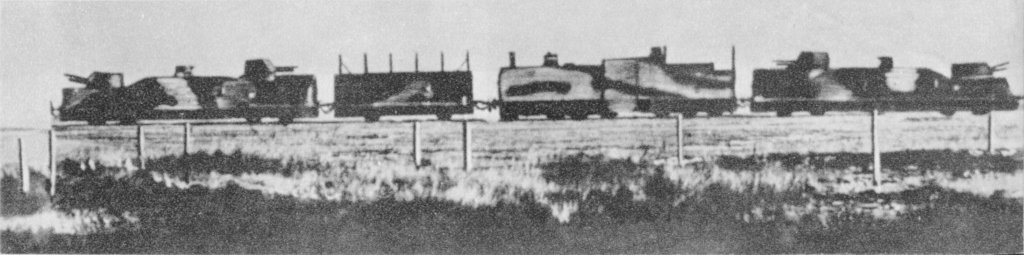
Obrněný vlak z roku 1939

Obrněný vlak, taktéž pancéřový vlak se skládal z opancéřované lokomotivy a několika obrněných vagónů se zbraněmi. Složení se obměňovalo podle potřeby a možností. Některé lokomotivy mohly být i velitelským vozem. Vlak byl vybaven interní telefonní sítí, která umožňovala spojení velitele s jednotlivými posádkami všech vozů, což umožňovalo koordinaci celé vlakové soupravy.

## Historie

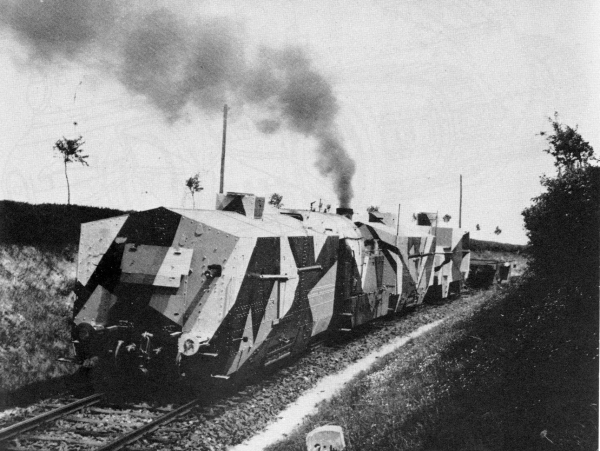
Obrněný vlak útočné vozby v Milovicích za první republiky

Obrněné vlaky se poprvé začaly používat ve válkách 2. poloviny 19. století. Jejich úkolem byla nejen ochrana železniční přepravy pro vlastní vojska, ale byly i využívány jako bojový prostředek v místech blízkosti železničních tratí. Jejich vývoj byl postupný, nejprve se jednalo o běžné vlaky, které byly ozbrojeny, na citlivých místech byly umístěny materiály, tlumící střelbu (např. pytle s pískem). Takové první vlaky se účastnily prvních bojů např. v Americké občanské válce či v Prusko-francouzské válce. Postupem času docházelo k jejich dalšímu vývoji, přičemž se začaly vyrábět speciální vagóny i obrněné lokomotivy. Pancéřové vlaky se staly poměrně rozšířenými již v první světové válce. Bojovali na nich i českoslovenští legionáři při své sibiřské anabázi (např. vlak Orlík). Před druhou světovou válkou měla Československá armáda 18 obrněných vlaků, nejvíce rozšířeny však byly v Sovětském svazu, Polsku a Německu. Svůj vrchol zažily obrněné vlakové soupravy v druhé světové válce. Němci však nepovažovali pancéřové vlaky za elitní zbraň a nevěnovali jim takovou pozornost. Měly jen pomocnou funkci u železničního Wehrmachtu. Například, výzbroj těchto vlaků tvořila děla, které Němci ukořistili v obsazených zemích. V Rusku, když partyzáni vyhodili trať, přijel na místo vlak pracovní a část pancéřového vlaku, který zajišťoval ženisty před partyzány. Preventivní obranou bylo vypálení tříštivého šrapnelového granátu do směru, ze kterého se očekával útok. Svoji roli sehrály tyto vlaky např. ve Slovenském národním povstání (Pancéřový vlak Hurban) i v Pražském povstání. Po ukončení války vznikla v Milovicích rota obrněných vlaků, která podléhala velitelství tankového vojska. V říjnu 1947 proběhlo její rozšíření, přičemž působila až do 1. listopadu 1954, kdy zanikla.
V současné době je tento bojový prostředek kvůli své zranitelnosti překonaný. Mezi výhody patřila možnost vysoké hmotnosti opancéřování, zbraní i zásoby munice, protože se vlak pohyboval po zpevněném podloží. Nevýhoda vlaku spočívala v možnosti snadného omezení jeho pohybu nebo znehybněním demolicí kolejí před a za vlakem. Pro vyřazení z účinného boje postačilo i poškození lokomotivy.
Pro ochranu lokomotivy před najetím na minu a k jejímu palebnému krytí byla lokomotiva umisťována ke středu vlaku. Pro ochranu krajních pancéřových vozů byl před ně připojován předběžný plošinový vagón naložený volnými kolejnicemi. Tento vagon měl dva významy. Prvně aktivoval tlakové miny, ve druhém případě naložené kolejnice sloužily jako beranidlo při pokusu o zastavení vlaku překážkou, např. protijedoucím vagonem.

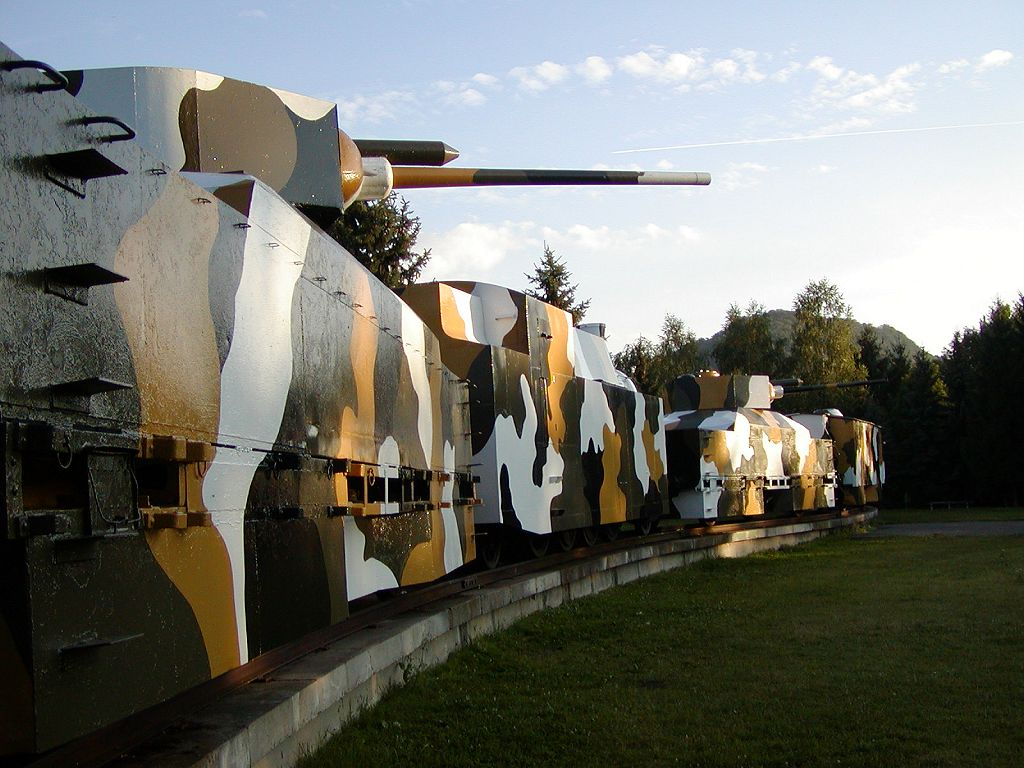
Filmařská maketa pancéřového vlaku, který bojoval v SNP - muzeum Zvolen, pomník mezi hradem a nádražím

## Užívané vagóny
- dělostřelecký - vyzbrojený jedním či více kanóny.
- pěchotní - vagón určený k boji i přepravě pěchoty
- kulometný - vagón určený ke střelbě z kulometů (zastarale "ze strojních pušek")
- minometný - vagón určený ke střelbě z minometů
- protiletadlový - vagón s protiletadlovým kanónem nebo kulometem
- přepravní - vagón určený k přepravě zbraní, munice, materiálu, pěchoty apod.
- velitelský - vagón určený k velení či k přepravě jiných důležitých osob
- plošinový - nízký vagón určený k přepravě techniky, tanků, motocyklů apod. Mohl být na něm umístěn tank (i nepojízdný), který z něho vedl palbu.
- předběžný - neopancéřovaný nízký vagón, který byl umístěn jako první ve směru jízdy. Chránil vlak před vykolejením a eliminoval poškození vlaku při vjetí na miny.

## Obrněné vlaky československých legií v Rusku
- Orlík
- Úderník

## Obrněné vlaky čs. armády v roce 1947
- Svoboda
- T. G. Masaryk
- Dr. E. Beneš
- Generál Štefánik
- Stalin
- Generál Pavlík
- J. M. Hurban
- Orlík